# Новая Ура
Новая У́ра — деревня в Некоузском районе Ярославской области России. 
В рамках организации местного самоуправления входит в Волжское сельское поселение, в рамках административно-территориального устройства — в Шестихинский сельский округ.

## География
Расположена в 106 км к северо-западу от Ярославля и в 8,5 км к северо-востоку от райцентра, села Новый Некоуз.
В 2,5 км к востоку находится посёлок Шестихино.

## Население
| 2007 | 2010 |
| ---- | ---- |
| 122  | ↘87  |

Согласно результатам переписи 2002 года, в национальной структуре населения русские составляли 93 % из 114 жителей.